# 16280 Groussin
16280 Groussin è un asteroide della fascia principale. Scoperto nel 2000, presenta un'orbita caratterizzata da un semiasse maggiore pari a 2,2349726 UA e da un'eccentricità di 0,1603834, inclinata di 5,03257° rispetto all'eclittica.